# Тримбл (Теннессі)
Тримбл (англ. Trimble) — місто (англ. town) в США, в округах Даєр і Обіон штату Теннессі. Населення — 547 осіб (2020).

## Географія
Тримбл розташований за координатами 36°12′7″ пн. ш. 89°11′20″ зх. д. / 36.20194° пн. ш. 89.18889° зх. д. (36.202081, -89.188764).  За даними Бюро перепису населення США в 2010 році місто мало площу 1,69 км², уся площа — суходіл.

## Демографія
Згідно з переписом 2010 року, у місті мешкало 637 осіб у 266 домогосподарствах у складі 182 родин. Густота населення становила 377 осіб/км².  Було 305 помешкань (181/км²).
Расовий склад населення:
| - 94,2 % — білих - 2,4 % — чорних або афроамериканців - 0,2 % — корінних американців - 0,2 % — азіатів |

До двох чи більше рас належало 2,4 %. Частка іспаномовних становила 2,0 % від усіх жителів.
За віковим діапазоном населення розподілялося таким чином: 22,8 % — особи молодші 18 років, 58,2 % — особи у віці 18—64 років, 19,0 % — особи у віці 65 років та старші. Медіана віку мешканця становила 43,4 року. На 100 осіб жіночої статі у місті припадало 93,6 чоловіків;  на 100 жінок у віці від 18 років та старших — 92,2 чоловіків також старших 18 років.
Середній дохід на одне домашнє господарство  становив 44 678 доларів США (медіана — 36 250), а середній дохід на одну сім'ю — 48 240 доларів (медіана — 32 404). Медіана доходів становила 32 188 доларів для чоловіків та 26 042 долари для жінок. За межею бідності перебувало 17,9 % осіб, у тому числі 20,6 % дітей у віці до 18 років та 4,1 % осіб у віці 65 років та старших.
Цивільне працевлаштоване населення становило 172 особи. Основні галузі зайнятості: виробництво — 38,4 %, освіта, охорона здоров'я та соціальна допомога — 15,1 %, транспорт — 13,4 %.